# 臧新宇
臧新宇（英語：Noctis Zang），前日本重金属樂團The VERSUS主唱，現經營數個非法色情網站。

## 個人經歷
2017年前往日本就讀音樂學校。
2020年，臧新宇與傅垚（Lupus Fu）、MII及Terios L於組成The VERSUS樂隊，後因不和而解散。而根據樂團攝影師的微博帖文，其原因是因一部分成員不滿臧新宇及傅垚經營非法色情網站而解散。後與另一樂手凜組成LYNCS，並在該樂隊擔任歌手。

## 經營色情網站
2022年初，The Versus攝影師在微博上發帖指控稱，臧與傅垚創建了以偷拍、癡漢爲主題的色情網站。帖文亦附上色情網站賬本及臧的電腦上相關網站後臺的登入記錄。
2022年，經過英国广播公司記者的調查，臧新宇被發現爲該色情網站的PayPal戶口擁有人。而該色情網站上的內容包含偷拍、强奸、非禮及猥褻等影片。
2022年11月18日，英国广播公司臥底記者自稱爲音樂經紀人，於東京接觸臧新宇。據其描述，臧對成人電影相關話題「興趣盎然」。
香港的（性愛影片）當然是有劇情，比較好玩。——臧新宇，與英國廣播公司臥底記者的對話
臧後來向記者引薦傅垚，並稱他在接觸色情網站產業後，將傅垚介紹給他的朋友、化名「齊叔」的湯卓然，即與臧相關的多個色情網站的所有者。同時，他們亦向記者表達他們對於中國色情網站行業發展的看法。
中國是性最壓抑的地方，有的男的就心理很變態，就想看這幫女的被⋯⋯（傅垚接話）被搞。——臧新宇、傅垚
後來，BBC向臧新宇及傅垚提出指控，但他們均沒有回覆。在此之後，兩人均與湯卓然停止合作。
由於日本尚未通過相關法律，因此傅垚、臧新宇及湯卓然三人均未有被定罪。

## 評論
英國廣播公司：「Noctis的公眾形象光鮮亮麗，但我們很快發現，那是金玉其外。」
The VERSUS樂團攝影師：「臧某某（指臧新宇）對外亦只說識自己的家其實拿別人家（指湯卓然）的房子裝逼。」

## 註解
1. ↑  此爲音譯，BBC僅掌握其英文名稱Tang Zhuoran